# Maberly
Pour les articles homonymes, voir Maberly (homonymie).
Maberly est une localité canadienne située sur l'île de Terre-Neuve dans la province de Terre-Neuve-et-Labrador. 